# Розанов, Сергей Васильевич
Серге́й Васи́льевич Ро́занов (1870—1937) — русский и советский кларнетист, профессор Московской консерватории, Заслуженный артист Республики (1919), заслуженный деятель искусств РСФСР (1934). Считается основоположником современной русской школы игры на кларнете. Розанов обладал виртуозной техникой исполнения, музыкальностью, богатым художественным вкусом.

## Биография
Родился в Рязани.
Первые уроки игры на кларнете получил в возрасте двенадцати лет от отца, музыканта-любителя.
В 1886 году поступил в Московскую консерваторию, исполнив на вступительных экзаменах Фантастические пьесы Роберта Шумана. По классу кларнета Розанов учился у Карла Циммермана, камерным музицированием занимался под руководством Сергея Танеева.
Окончив консерваторию в 1890 году с Большой серебряной медалью (золотые исполнителям на духовых в то время не вручались), Розанов в течение нескольких лет был солистом оркестров в различных оперных театрах Москвы: Украинской опере (1889―1891), Итальянской опере (1891―1892), «Русской опере Прянишникова» (1893―1894).
В 1894 году поступил в оркестр Большого театра на место второго кларнета, а уже через три года стал солистом оркестра (вместо Иосифа Фридриха). В Большом театре Розанов бессменно работал до 1929 года.
С 1890-х годов Розанов, помимо работы в театре, часто выступал как солист и камерный музыкант. В 1892 году вместе с фаготистом И. В. Кристелем и пианистом Н. Е. Шишкиным он исполнил Патетическое трио М. И. Глинки, до того никогда не звучавшее в России. Розанов также первым сыграл в Москве поздние кларнетные ансамбли Брамса (Трио с виолончелью и фортепиано a-moll в 1893 и Квинтет со струнными h-moll в 1895). Известно также исполнение Розановым вместе с пианистом Шишкиным одной из кларнетных сонат Брамса 11 января 1901, на котором присутствовал С. И. Танеев (в тот же вечер впервые исполнялся Струнный октет Р. М. Глиэра).
Н. Д. Кашкин в рецензии на первое исполнение Трио Брамса 14 октября 1893 писал:

…Интересно составленная программа заключала между прочим в себе одну новость: трио Брамса для фортепьяно, кларнета и виолончели ― ор. 114 (a-moll) … Трио было отлично сыграно гг. Сафоновым, Розановым и фон Гленом; исполнители были вызваны множество раз и должны были ещё сыграть сверх программы Adagio из Трио Бетховена (ор. 11)— 
Хорошо был принят публикой и Квинтет, впервые прозвучавший в исполнении Розанова 23 октября 1895 года.
По воспоминаниям самого Розанова, присутствовавший на одной из репетиций Квинтета П. И. Чайковский был так восхищён его исполнением, что пообещал написать специально для него концерт для кларнета или камерное сочинение с его участием. Смерть композитора помешала этим планам осуществиться.
Любопытным фактом в биографии Розанова является сотрудничество в 1900-е годы с журналом «Гитарист» и его главным редактором Валерианом Русановым. В этот период он написал два оригинальных сочинения для гитары и несколько переложений для этого инструмента из опер Глинки.
В рамках общедоступных исторических концертов, проводившихся в Москве в 1907―1917 годах по инициативе Сергея Василенко, Розанов выступал в составе оркестра, а 31 октября 1910 в Третьем историческом концерте первым из русских кларнетистов исполнил Концерт для кларнета с оркестром Моцарта (оркестром дирижировал Н. Н. Черепнин), заслужив одобрительные отзывы от музыкальных критиков. Дирижёр Артур Никиш, услышавший игру Розанова в одном из концертов, предложил ему место первого кларнета в Гевандхаус-оркестре в Лейпциге на любых условиях, однако тот отказался.
В советское время Розанов продолжал активную концертную деятельность. Среди исполненных им сочинений ― «Еврейская увертюра» С. С. Прокофьева (первое исполнение в СССР в Москве в 1923 году совместно с К. Н. Игумновым и квартетом Московской государственной консерватории), Соната для флейты, гобоя, кларнета и фортепиано Д. Мийо (1925). Известны его выступления в ансамбле с пианистками Е. А. Бекман-Щербиной и М. В. Юдиной, скрипачами Л. М. Цейтлиным и Д. М. Цыгановым и др. Розанов был одним из инициаторов создания Персимфанса и бессменным его солистом в 1922—1932 годах.
Розанову посвящены сочинения композиторов-современников, в том числе Концертштюк А. Симона, Ноктюрн и Этюд для кларнета и фортепиано А. Ф. Гедике. Высоко ценил исполнительское мастерство Розанова С. В. Рахманинов, написавший специально для него соло кларнета во II части Второго фортепианного концерта и в III части Второй симфонии.
Значительна деятельность Розанова как педагога: с 1916 года он занимал пост профессора Московской консерватории, в 1931―1935 ― заведовал кафедрой духовых инструментов, преподавал также камерный ансамбль. Он принимал активное участие в разработке и обновлении учебных программ для студентов классов кларнета и других духовых инструментов. По его инициативе был создан оркестр студентов Консерватории, который возглавил В. Сук. Среди учеников Розанова ― Александр Володин, Иван Майоров, Александр Штарк, Абрам Пресман, Виктор Петров и многие другие выдающиеся кларнетисты, ставшие впоследствии лауреатами различных конкурсов бывшего СССР и известными педагогами.
Розанов ― автор многочисленных этюдов, переложений для кларнета сочинений русских и европейских композиторов, «Упражнений для развития техники на кларнете» (1928, в двух тетрадях), брошюры «Основы методики преподавания и игры на духовых инструментах» (1935), а также многократно переизданной «Школы игры на кларнете» (первое издание вышло посмертно в 1940 году; до 7-го издания 1968 года под редакцией А. Г. Семёнова; с 8-го издания 1978 года под редакцией его ученика — профессора В.В. Петрова).
Убеждённый сторонник немецкой системы клапанов на кларнете, Розанов предложил ряд идей по улучшению его конструкции: упрощение трели с си малой октавы на до-диез первой, уточнение интонации некоторых звуков. Кларнет, принадлежавший Розанову, сейчас хранится в Российском национальном музее музыки.
Похоронен на Введенском кладбище (19 уч.).